# Canales de la Sierra
Canales de la Sierra is een gemeente in de Spaanse provincie en regio La Rioja met een oppervlakte van 54,44 km². Canales de la Sierra telt 91 inwoners (1 januari 2016).

## Demografische ontwikkeling
Bron: INE, 1857-2011: volkstellingen